# Вальфоре
Вальфоре (фр. Valforêt) — муніципалітет у Франції, у регіоні Бургундія-Франш-Конте, департамент Кот-д'Ор. Вальфоре утворено 1 січня 2019 року шляхом злиття муніципалітетів Клемансе i Кеміньї-Пуазо. Адміністративним центром муніципалітету є Клемансе. Населення — 312 осіб (01.01.2021).